# TorrentPier
TorrentPier — открытый движок BitTorrent-трекера на базе модифицированного и улучшенного phpBB2. TorrentPier написан на PHP и для хранения данных использует в качестве основной СУБД MySQL. Имеется встроенный поиск (mysql, sphinx), поддержка нескольких методов кеширования и в целом движок достаточно хорошо оптимизирован к высоким нагрузкам. Также есть возможность использования альтернативных (не-php) анонсеров, например, Ocelot и XBT.

## Разработка
Изначально разработку вели пользователь Meithar и пользователи сайта torrentpier.com через баг-трекер. В  октябре 2006 разработка на сайте прекратилась. Тогда же был создан форум под названием «Клуб разработчиков TorrentPier.info», на котором продолжилось развитие проекта и было выпущено большое число версий, получивших немалую популярность и создавших пользовательскую базу проекта. 18 октября 2008 года RoadTrain создал Subversion TorrentPier на хостинге от Google Code. 
27 июня 2011 года пользователи Exile и _Xz_ создали новый форум разработчиков и поддержки TorrentPier.com  (до 24 июня 2017 года он назывался TorrentPier.me) , осуществляющий дальнейшее развитие движка. Репозиторий обновлённого движка расположился по адресу https://github.com/torrentpier/torrentpier  . Причиной появления нового форума и репозитория, послужил раскол коллектива разработчиков из-за разногласий в видении развития, а также нежелания сотрудничать с Pandora.
2 июля 2022 года процесс разработки был возобновлён в очередной раз, но уже новыми людьми. Был создан новый GIT-репозиторий проекта, а также открыт новый форум поддержки, так как все остальные сайты поддержки либо более не существуют, либо полностью потеряли активность.
В январе 2023 года открылся официальный форум поддержки, благодаря пользователю Exile процесс разработки был возобновлен вновь, на этот раз официально, в официальном репозитории. Так же отныне отпала необходимость в выше упомянутом неофициальном форуме поддержки (он же ранее - "новый форум поддержки"). Неофициальный репозиторий на GitHub попадает в публичный архив, разработка не ведётся в его рамках, из-за наличия официальной альтернативы.

## История разработки
Движок активно развивался на протяжении 2011 и 2012 годов, была выпущена стабильная версия R400. После чего, в результате неактивности большей части разработчиков в 2013 году, развитие значительно замедлилось и практически остановилось, в дальнейшем вызвав очередной раскол среди команды разработчиков и уход части из них из проекта.
После ряда принятых мер, в начале 2014 года началось активное развитие как самого проекта, так и сайта поддержки, ознаменовавшееся появлением центра загрузки, демо-версии движка и расширенной инструкции для начинающих пользователей. 
В июле 2014 года была добавлена локализация на украинский язык и был создан проект на Crowdin, где любой участник сообщества может принять участие в процессе перевода движка на другие языки.
23 июля 2014 года был создан репозиторий на GitHub, куда была перенесена вся история коммитов проекта. Репозиторий располагается по адресу https://github.com/torrentpier/ . 
1 сентября 2014 года состоялся выход новой стабильной версии 2.1 (R600).
26 декабря 2014 года было открыто зеркало репозитория на Bitbucket - https://bitbucket.org/torrentpier/. 
18 января 2015 года было объявлено о смене названия проекта TorrentPier II на версию без приписки - TorrentPier. В качестве причин было указано дублирование номера версии в названии и по сути то, что поддержка была остановлена всеми альтернативными форумами из-за их закрытия либо полной потери активности.
24 мая 2017 года состоялся ребрендинг и появился новый логотип в виде талисмана - быка. Логотип послужил основой новой дизайн-концепции проекта, которая должна быть реализована на протяжении 2017 года. Начиная с версии 2.1.6 (при релизе была переименована в 2.2.0) всем релизам присваивается кодовое название, соответствующее одному из видов рода настоящих быков. Соответственно версия 2.2.0 получила кодовое название Aurochs, в честь одного из вымерших видов оных. 
Релиз версии 2.2.0 состоялся  12 июня 2017 года. Среди основных особенностей было отмечено добавление совместимости с современными версиями PHP и стандартами кодирования, а также было исправлено огромное количество программных и не только ошибок, в том числе путем замены части используемых компонентов на сторонние, например SwiftMailer. Также был объявлен план дальнейшего развития проекта на ближайшую перспективу.
24 июня 2017 года было объявлено о возвращении доменного имени torrentpier.com, с которого и начиналась история проекта.
26 июня 2018 года состоялся релиз версии 2.3.0, начиная с которой произошел отказ от устаревших версий PHP. Версия 2.3.0 получила кодовое название Bison. Помимо всего прочего, было объявлено  о начале разработки полностью нового проекта на основе фреймворка Laravel.
11 января 2021 года официальный форум поддержки был закрыт  и для обсуждений было предложено использовать репозиторий на GitHub.
2 июля 2022 года был открыт неофициальный форум поддержки, разработка держалась на силах сообщества.
В январе 2023 года основной разработчик Exile заметил интерес со стороны сообщества к движку и принял решение открыть ранее закрытый им же официальный форум поддержки .
23 января 2023 года вышла минорная версия 2.3.0.2 (спустя почти 5 лет после выхода версии 2.3.0.1).
11 марта 2023 года был опубликован пост с планами о выходе LTS версии движка на основе народной версии 2.1.5. Суть LTS версии в том, чтобы сохранить совместимость с модификациями к движку, при этом внести множество правок в код, заметно улучшающие его работу.
4 апреля 2023 года вышла вышеупомянутая LTS версия , дата выбрана как раз к дню рождения движка (4 апреля 2005 года). Для LTS версии был создан отдельный репозиторий на GitHub.
В апреле 2023 года перестает работать неофициальный форум поддержки. Архивная копия от 28 марта 2023 на Wayback Machine
20 мая 2023 года выходит первая альфа версия 2.4.0 . У новой версии традиционно появляется новый логотип-талисман и новое кодовое название (Cattle). Переход на Laravel в рамках этой версии не планируется. Среди основных особенностей релиза было отмечено добавление совместимости с современными версиями PHP и полное переписывание неактуального кода. Полноценный стабильный релиз версии 2.4.0 ожидается на начало 2024 года.
1 января 2024 года выходит стабильная версия Cattle. TorrentPier становится первым трекер-движком поддерживающим BitTorrent v2. Код движка значительно улучшен. Добавлены опробованные временем полезные модификации.